# Гусман, Отто
О́тто Гу́сман (англ. Otto Gussmann; 27 мая 1869, Вахбах — 27 июля 1926, Дрезден) — немецкий художник, дизайнер и педагог, работавший в таких стилистических направлениях, как экспрессионизм, модерн и ар-деко.

## Жизнь и творчество
О. Гусман родился в семье католического священника. После окончания реальной школы он учится в Штутгарте в школе прикладного искусства на художника-декоратора. В 1892 году О. Гусман поступает в художественное училище при берлинском Музее прикладного искусства, в 1896 — в Академию художеств Берлина. После окончания учёбы О. Гусман становится известен благодаря своей настенной и декоративной живописи в новом здании Рейхстага в Берлине, спроектированном Паулем Валлот. В 1897 году художник переезжает в Дрезден, где позднее становится профессором орнаментального искусства в местной Высшей школе искусств, а затем и её ректором, занимая эту должность вплоть до своей смерти. С 1915 до 1919 года он также профессор дрезденской Художественной академии. В октябре 1910 года он открывает при Академии мастерскую декоративной живописи. Являлся одним из основателей дрезденского союза художников и художественной группы Мост, принимал участие (как преподаватель) в её первой выставке. Одним из известнейших учеников О. Гусмана был член «Моста», художник-экспрессионист Макс Пехштейн.
О. Гусман был женат на Гертруде Херцог, имел троих детей.
Скончался от инфаркта во время подготовки художественной выставки в Дрездене.

## Труды
К известнейшим его работам относятся:
- Внутреннее оформление Корпоративного мемориала в Эйзенахе (1901/1902)
- Декоративная живопись в залах заседаний Саксонского ландтага в Дрездене (до 1907)
- Потолочная, настенная живопись и мозаичные работы в церкви Примирения в Дрездене (1909)
- Внутренние декоративные работы в дрезденской Новой Ратуше (1911)
- Внутренние художественные и вторичные архитектурные работы в «итальянском сельце» Дрездена.

Некоторые работы
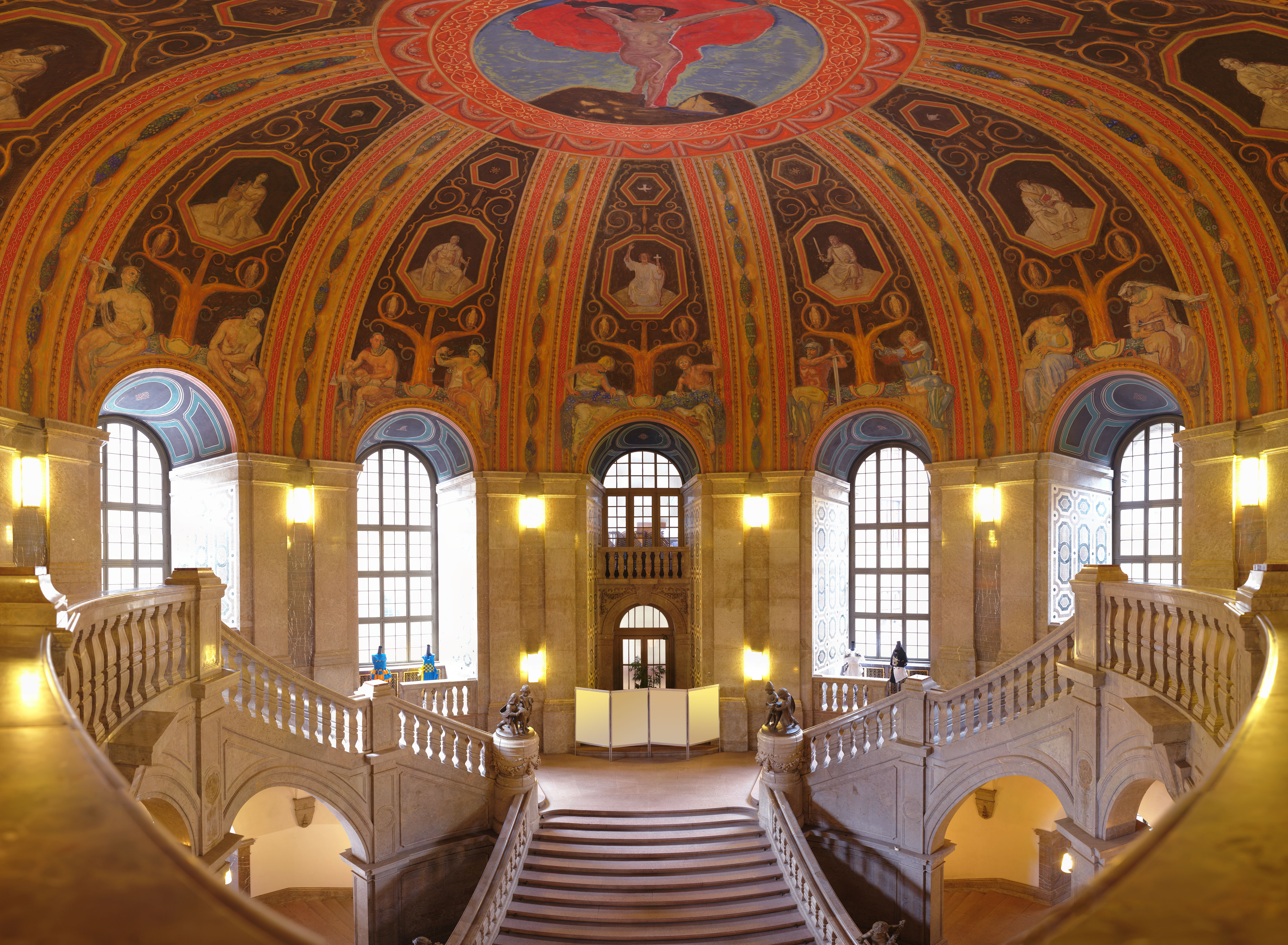
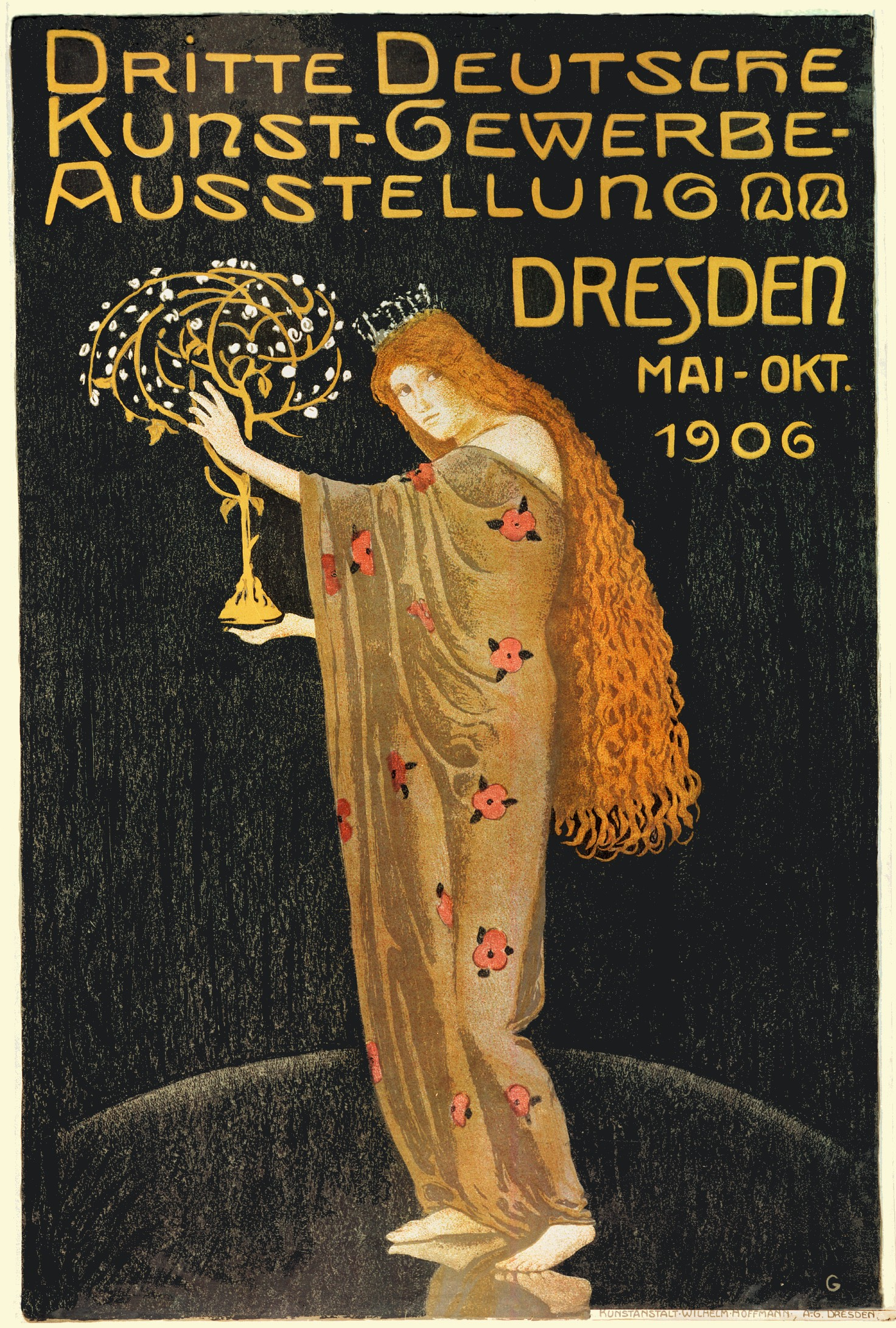
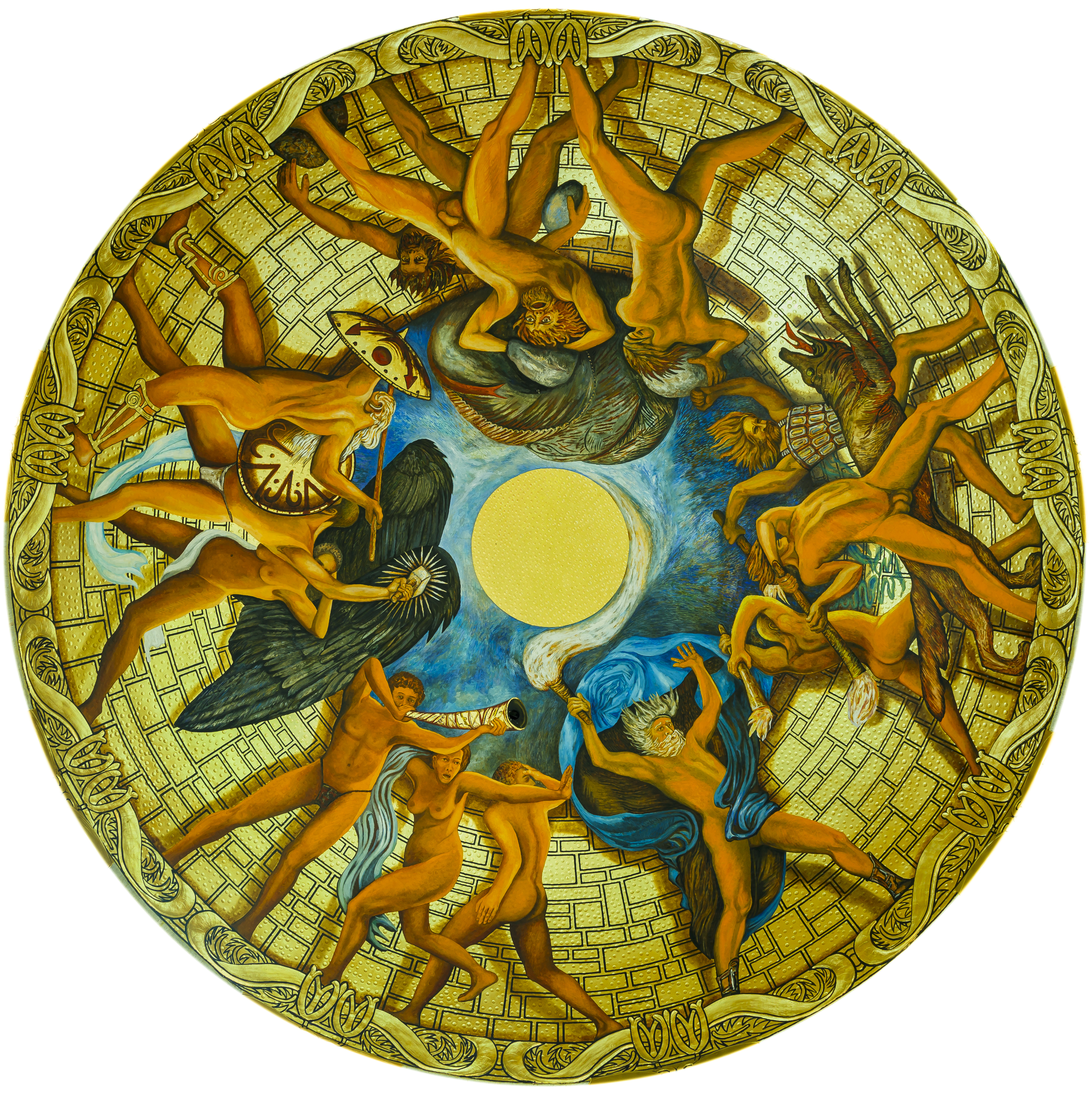